# メルセデス・ベンツ・M254/M260/M264エンジン

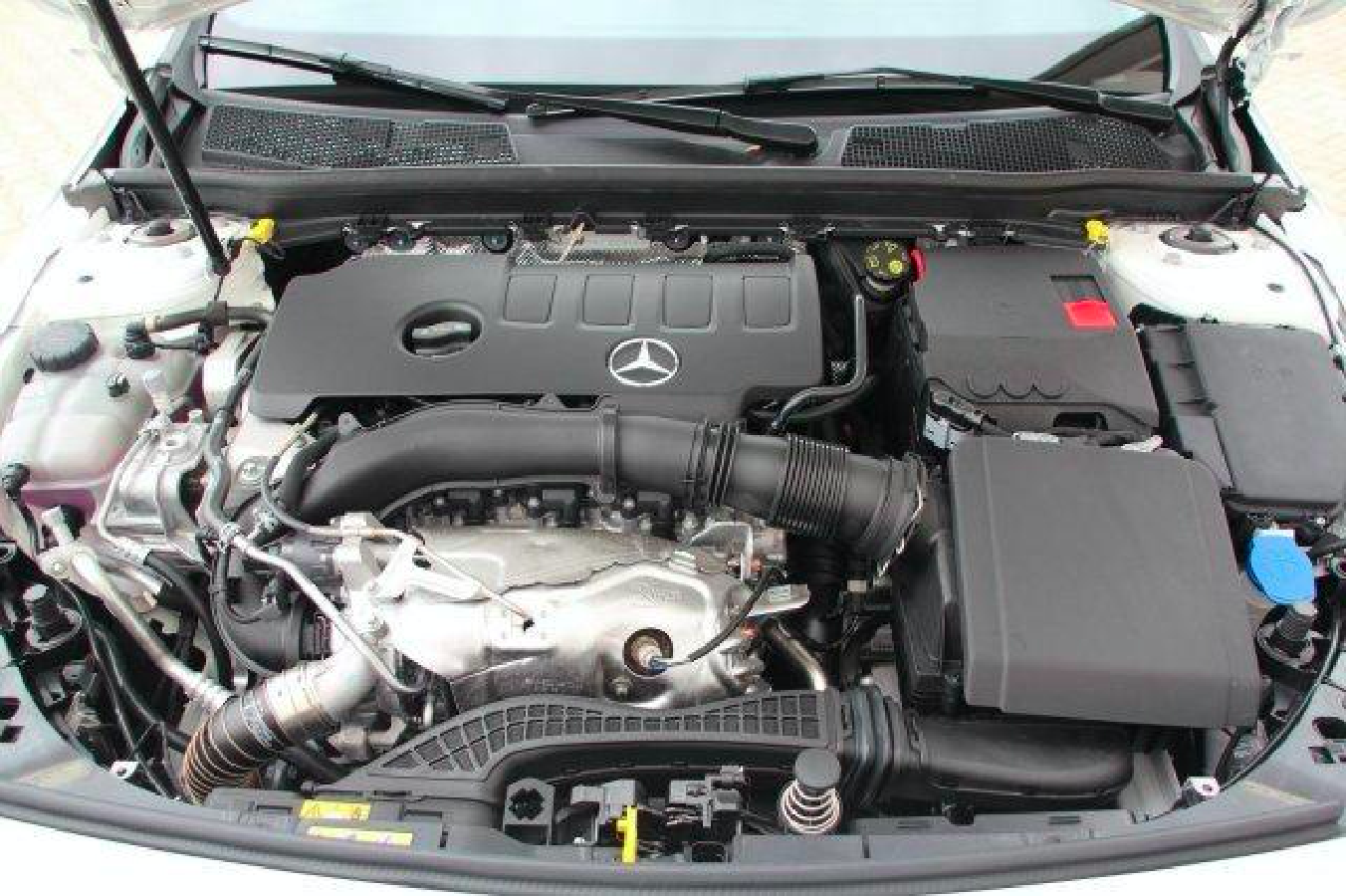
M260

M254、M260およびM264は、メルセデス・ベンツの直列4気筒ガソリンエンジンの系列であり、M270系列およびM274系列の後継である。
ターボチャージャーにツインスクロールシステムを採用したほか、可変バルブタイミングを実現する 「カムトロニック」も搭載されており、状況に応じた最適な吸気を実現している。また、エンジン内部の摩擦低減対策として、メルセデス・ベンツが特許を取得した、「CONICSHAPE®加工」を採用した。これは、シリンダーウォールをフォームホーニング加工する際に、シリンダーウォールを底部に向けてやや広がる形とすることで、ピストンスカート部に発生する摩擦を低減する技術である。 
M260およびM264の一部モデルには、ベルトを介してクランクシャフトと接続され、スターターとジェネレーターを兼ねるモーター、「BSG（ベルトドリブン・スターター・ジェネレーター）」と「48V電気システム」が搭載される。これは、回生ブレーキ等により発電した48Vの電気を、1kWhのリチウムイオン電池に蓄電し、必要な際に動力を補助するものである。回生ブレーキによる燃費低減効果だけでなく、ターボチャージャーの過給圧が十分に高まるまでの間のアシストを行い、スムーズな加速に貢献する。また、このモーターはギアシフト時にも働くため、シフトチェンジに必要な時間が短縮され、スムーズでタイムラグの少ないシフトチェンジを実現した。加えて、ウォーターポンプが電動化されたことで、冷却能力を必要に応じて最適に調整することができるほか、エンジンを止めた状態で走行するコースティングの実現や、エンジンの始動の際の低騒音、低振動を実現している。
M254の一部モデルには、BSGに代わり、オルタネーターとスターターの機能も兼ねる電気モーター、「ISG（インテグレーテッド・スターター・ ジェネレーター）」が搭載される。従来のBSGと比較して、ISGは、エンジンとトランスミッションの間に配置されることから、より強力で効率的でありながら、瞬間的なブーストが可能となった。ブーストだけではなく、回生ブレーキ、コースティングなどで燃費の低減に寄与するのみならず、変速ショックや エンジン再始動時の振動の低減なども図られている。
2018年7月、Cクラス（W/S205）から、M264が導入された。1.5L エンジン搭載モデルのうち「200」は、BSGと48V電気システムを備えており、メルセデス・ベンツの直列4気筒エンジン搭載モデルでは初となるマイルドハイブリッド仕様である。なお、出力違いの「180」と、2.0L エンジン搭載モデルの「300」には、マイルドハイブリッド仕様は用意されない。
2019年7月、Aクラスセダン（V177）から、横置きエンジンのM260が導入された。販売当初は、マイルドハイブリッド仕様は用意されていなかったが、2023年5月、Aクラス（W/V177）から、BSG搭載モデルが導入された。
2021年6月、Cクラス（W/S206）から、M264の進化版である、M254が導入された。プラグインハイブリッド仕様「350 e」を除く全モデルにおいて、BSGに代わり、ISGが搭載された。

## バリエーション
| エンジン型式 | 総排気量 cc | ボア×ストローク mm | 最高出力 kW(PS)/rpm     | 最大トルク Nm(kgm)/rpm   | 搭載モデル                                             | 販売期間              |
| ------------ | ----------- | ------------------ | ----------------------- | ------------------------ | ------------------------------------------------------ | --------------------- |
| M254         | 1,494       | 78.0×78.2          | 125 (170)/ 5,500～6,100 | 250 (25.5)/ 1,800～4,000 | C 180 アバンギャルド (W/S206)                          | 2022年2月-2023年9月   |
| M254         | 1,494       | 78.0×78.2          | 150 (204)/ 5,800～6,100 | 300 (30.6)/ 1,800～4,000 | C 200 アバンギャルド (W/S206)                          | 2021年6月-2025年3月   |
| M254         | 1,494       | 78.0×78.2          | 150 (204)/ 5,800～6,100 | 300 (30.6)/ 1,800～4,000 | C 200 4MATIC アバンギャルド (W206)                     | 2021年6月-2025年3月   |
| M254         | 1,494       | 78.0×78.2          | 150 (204)/ 5,800～6,100 | 300 (30.6)/ 1,800～4,000 | C 200 スポーツ (W/S206)                                | 2025年4月-            |
| M254         | 1,494       | 78.0×78.2          | 150 (204)/ 5,800～6,100 | 300 (30.6)/ 1,800～4,000 | C 200 ラグジュアリー (W/S206)                          | 2025年4月-            |
| M254         | 1,997       | 83.0×92.3          | 150 (204)/ 6,100        | 320 (32.6)/ 2,000～4,000 | C 350 e スポーツ (W206)                                | 2023年12月-           |
| M254         | 1,997       | 83.0×92.3          | 150 (204)/ 6,100        | 320 (32.6)/ 2,000～4,000 | E 350 e スポーツ エディション スター (W214)            | 2024年1月-            |
| M254         | 1,997       | 83.0×92.3          | 150 (204)/ 6,100        | 320 (32.6)/ 2,000～4,000 | GLC 350 e 4MATIC スポーツ エディション スター (X/C254) | 2023年11月-           |
| M254         | 1,997       | 83.0×92.3          | 150 (204)/ 5,800        | 320 (32.6)/ 1,600～4,000 | CLE 200 スポーツ (C/A236)                              | 2024年3月-            |
| M254         | 1,997       | 83.0×92.3          | 150 (204)/ 5,800        | 320 (32.6)/ 1,600～4,000 | E 200 アバンギャルド (W/S214)                          | 2024年1月-            |
| M254         | 1,997       | 83.0×92.3          | 190 (258)/ 5,800        | 400 (40.8)/ 2,000～3,200 | E 300 エクスクルーシブ (W/S214)                        | 2024年3月-            |
| M260         | 1,991       | 83.0×92.0          | 225 (306)/ 5,800        | 400 (40.8)/ 3,000〜4,000 | Mercedes-AMG A 35 4MATIC (W177)                        | 2019年8月-            |
| M260         | 1,991       | 83.0×92.0          | 225 (306)/ 5,800        | 400 (40.8)/ 3,000〜4,000 | Mercedes-AMG A 35 4MATIC セダン (V177)                 | 2019年10月-           |
| M260         | 1,991       | 83.0×92.0          | 225 (306)/ 5,800        | 400 (40.8)/ 3,000〜4,000 | Mercedes-AMG CLA 35 4MATIC (C/X118)                    | 2020年2月-            |
| M260         | 1,991       | 83.0×92.0          | 225 (306)/ 5,800        | 400 (40.8)/ 3,000〜4,000 | Mercedes-AMG GLA 35 4MATIC (H247)                      | 2020年10月-           |
| M260         | 1,991       | 83.0×92.0          | 225 (306)/ 5,800        | 400 (40.8)/ 3,000〜4,000 | Mercedes-AMG GLB 35 4MATIC (X247)                      | 2021年1月-            |
| M260         | 1,991       | 83.0×92.0          | 165 (224)/ 5,500        | 350 (35.7)/ 1,800〜4,000 | A 250 4MATIC セダン (V177)                             | 2019年7月-2022年9月   |
| M260         | 1,991       | 83.0×92.0          | 165 (224)/ 5,500        | 350 (35.7)/ 1,800〜4,000 | CLA 250 4MATIC (C/X118)                                | 2019年8月-2022年9月   |
| M260         | 1,991       | 83.0×92.0          | 165 (224)/ 5,500        | 350 (35.7)/ 1,800〜4,000 | GLB 250 4MATIC スポーツ (X247)                         | 2020年6月-2021年3月   |
| M264         | 1,991       | 83.0×92.0          | 190 (258)/ 5,800〜6,100 | 370 (37.8)/ 1,800～4,000 | E 300 アバンギャルド スポーツ (W/S213)                 | 2019年3月-2020年9月   |
| M264         | 1,991       | 83.0×92.0          | 190 (258)/ 5,800〜6,100 | 370 (37.8)/ 1,800～4,000 | E 300 スポーツ (W/S213)                                | 2020年9月-2024年1月   |
| M264         | 1,991       | 83.0×92.0          | 190 (258)/ 5,800〜6,100 | 370 (37.8)/ 1,800～4,000 | E 300 スポーツ (C/A238)                                | 2019年10月-2022年9月  |
| M264         | 1,991       | 83.0×92.0          | 190 (258)/ 5,800〜6,100 | 370 (37.8)/ 1,800～4,000 | GLC 300 4MATIC (X/C253)                                | 2019年10月-2023年3月  |
| M264         | 1,496       | 80.4×73.7          | 115 (156)/ 5,300～6,100 | 250 (25.5)/ 1,500～4,000 | C 180 (W/S205)                                         | 2019年9月-2021年6月   |
| M264         | 1,496       | 80.4×73.7          | 115 (156)/ 5,300～6,100 | 250 (25.5)/ 1,500～4,000 | C 180 アバンギャルド (W/S205)                          | 2019年9月-2021年6月   |
| M264         | 1,496       | 80.4×73.7          | 115 (156)/ 5,300～6,100 | 250 (25.5)/ 1,500～4,000 | C 180 スポーツ (C/A205)                                | 2019年10月-2021年6月  |
| M264         | 1,496       | 80.4×73.7          | 135 (184)/ 5,800～6,100 | 280 (28.6)/ 3,000～4,000 | C 200 アバンギャルド (W/S205)                          | 2018年7月-2019年9月   |
| M264         | 1,496       | 80.4×73.7          | 135 (184)/ 5,800～6,100 | 280 (28.6)/ 3,000～4,000 | C 200 ローレウスエディション (W/S205)                  | 2019年9月-2021年6月   |
| M264         | 1,496       | 80.4×73.7          | 135 (184)/ 5,800～6,100 | 280 (28.6)/ 3,000～4,000 | C 200 4MATIC アバンギャルド (W/S205)                   | 2018年7月-2019年9月   |
| M264         | 1,496       | 80.4×73.7          | 135 (184)/ 5,800～6,100 | 280 (28.6)/ 3,000～4,000 | C 200 4MATIC ローレウスエディション (W/S205)           | 2019年9月-2021年6月   |
| M264         | 1,496       | 80.4×73.7          | 135 (184)/ 5,800～6,100 | 280 (28.6)/ 3,000～4,000 | E 200 アバンギャルド (W/S213)                          | 2019年3月-2020年9月   |
| M264         | 1,496       | 80.4×73.7          | 135 (184)/ 5,800～6,100 | 280 (28.6)/ 3,000～4,000 | E 200 ローレウスエディション (W/S213)                  | 2020年3月-2020年9月   |
| M264         | 1,496       | 80.4×73.7          | 135 (184)/ 5,800～6,100 | 280 (28.6)/ 3,000～4,000 | E 200 スポーツ (W/S213)                                | 2020年9月-2024年1月   |
| M264         | 1,496       | 80.4×73.7          | 135 (184)/ 5,800～6,100 | 280 (28.6)/ 3,000～4,000 | E 200 4MATIC アバンギャルド (W/S213)                   | 2019年3月-2020年9月   |
| M264         | 1,496       | 80.4×73.7          | 135 (184)/ 5,800～6,100 | 280 (28.6)/ 3,000～4,000 | E 200 4MATIC ローレウスエディション (W/S213)           | 2020年3月-2020年9月   |
| M264         | 1,496       | 80.4×73.7          | 135 (184)/ 5,800～6,100 | 280 (28.6)/ 3,000～4,000 | E 200 4MATIC スポーツ (W/S213)                         | 2020年9月-2024年1月   |
| M264         | 1,496       | 80.4×73.7          | 135 (184)/ 5,800～6,100 | 280 (28.6)/ 3,000～4,000 | E 200 (C/A238)                                         | 2019年10月-2020年10月 |
| M264         | 1,496       | 80.4×73.7          | 135 (184)/ 5,800～6,100 | 280 (28.6)/ 3,000～4,000 | E 200 スポーツ (C/A238)                                | 2019年10月-2024年1月  |